# Simanondong
Simanondong is een bestuurslaag in het regentschap Mandailing Natal van de provincie Noord-Sumatra, Indonesië. Simanondong telt 665 inwoners (volkstelling 2010).